# Mercat de les Flors
El Mercat de les Flors és un teatre municipal de Barcelona, obert l'any 1983 a l'antic Palau de l'Agricultura de l'Exposició Internacional de 1929 a la muntanya de Montjuïc. El 14 de juny de 2007, el Mercat de les Flors – Dansa i Arts de Moviment es constituí en consorci, participat per l'Ajuntament de Barcelona i per la Generalitat de Catalunya amb la col·laboració del Ministeri de Cultura.

## Història

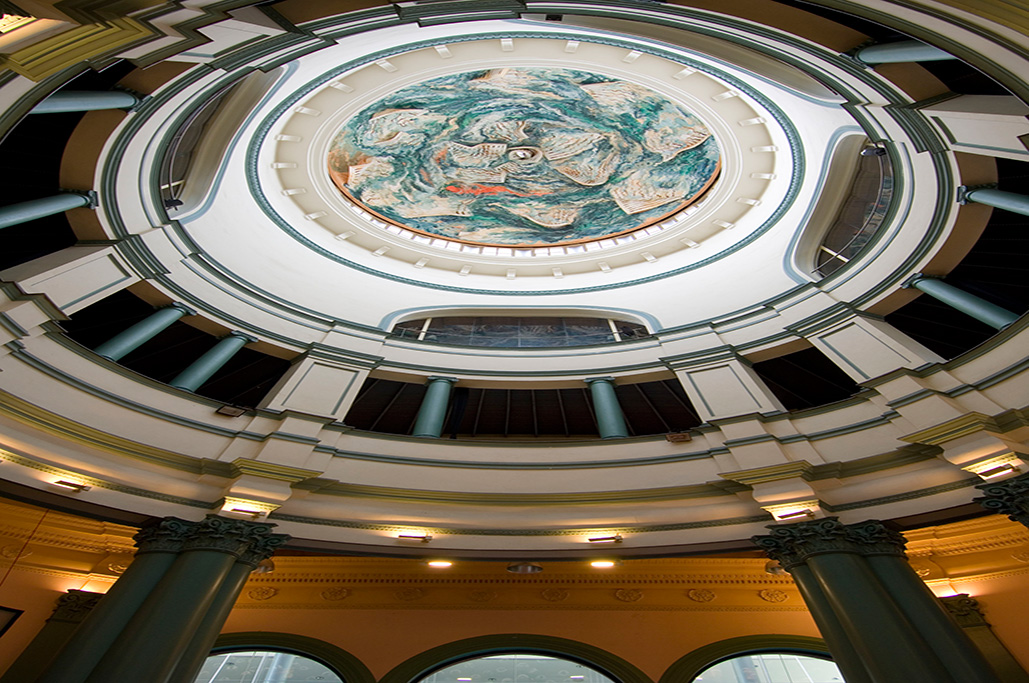
Imatge de la cúpula del Mercat de les Flors, obra de Miquel Barceló

El 1983, aleshores regidora de Cultura, Maria Aurèlia Capmany, i l'alcalde de Barcelona Pasqual Maragall van impulsar la creació d'un espai escènic al Palau de l'Agricultura, de propietat pública i llavors abandonat i sense ús.
A partir de l'estrena de l'obra La tragèdia de Carmen, de Peter Brook, el Mercat va iniciar el que seria una imparable exhibició d'espectacles de creadors internacionals i, per descomptat, catalans. Brook va descobrir en l'antic magatzem del Palau de l'Agricultura un espai escènic idoni per la seva obra i d'aquesta manera va aconseguir contagiar el seu entusiasme als llavors responsables culturals de la ciutat. A partir d'aquest moment, s'iniciaren les obres de condicionament de l'espai i el Mercat de les Flors fou inaugurat oficialment com a teatre municipal l'any 1985 amb l'estrena de Mahabarata, un altre cop amb Peter Brook com a director. La gran cúpula de dotze metres de diàmetre que governa el vestíbul del Mercat fou pintada per l'artista mallorquí Miquel Barceló.
L'any 1990, el Consistori va iniciar l'ampliació del Mercat de les Flors incorporant una nova sala, l'Espai B, contigua a l'edifici central del Mercat i que posteriorment s'anomenaria Sala Ovidi Montllor. Aquest espai va ser enderrocat amb la construcció de l'edifici de l'Institut del Teatre, que va crear una nova sala dins de les seves instal·lacions amb el mateix nom i que actualment comparteix l'exhibició amb el Mercat.
Així doncs, existeixen tres sales amb programació continuada: la Sala Maria Aurèlia Capmany, la Sala Ovidi Montllor i la Sala Sebastià Gasch, que acull activitats de petit format.
El teatre, des dels seus inicis, ha volgut ser un referent de l'escena en diferents tipus d'expressió creativa: el teatre, la dansa, la música, les performances, les arts vives o el circ. Directors com el ja anomenat Peter Brook, Luca Ronconi, Peter Stein, Patrice Chéreau, Carlos Marqueríe, Robert Lepage, Tadeusz Kantor, Anatoli Vassiliev, Mario Gas, Calixto Bieito, Roger Bernat, companyies nacionals com La Fura dels Baus, Comediants, Els Joglars, La Cubana, Sèmola Teatre, Sol Picó, Mal Pelo, Àngels Margarit, La Carnicería Teatro, Teatro de la Abadía, internacionals com Anne Teresa De Keersmaeker, Philippe Decouflé, DV8, Phillipe Genty, Wim Vandekeybus, La la la Human Steps, festivals com ArtFutura, el Festival Àsia o Primavera Sound, cinema amb la presència de directors com Fernando Trueba, Fernando León, Joaquim Oristrell o Jaume Balagueró, música amb La Paquera de Jerez, Carles Santos, Georges Moustaki i tants i tants d'altres han fet del Mercat de les Flors un referent de l'escena i la creació contemporània del nostre país.

## Direccions del Mercat de les Flors
- Joan Maria Gual i Dalmau (1986 - 1987)
- Andreu Morte (1987 - 1991)[2]
- Elena Posa Farrás (1991 -1995)[3]
- Joan Maria Gual (1995 - 2002)[4]
- Andreu Morte (2002-2006)[5]
- Francesc Casadesús i Calvó (2006 - 2016)[6]
- Àngels Margarit i Viñals (2016 - en el càrrec)[7]